# Сирота Марија
Сирота Марија је југословенски филм из 1968. године. Режирао га је Драгослав Лазић, а сценарио су писали Љубиша Козомара и Гордан Михић.

## Радња
Филм говори о молеру и болешљивој сељанчици са којом живи у дивљем браку. Читаво село учествује у комичним перипетијама које настају због девојчине превелике жеље да се уда за молера али то није лако јер он воли да се проводи, ипак после много труда жеља јој се остварује.

## Улоге
| Глумац             | Улога      |
| ------------------ | ---------- |
| Милена Дравић      | Марија     |
| Љубиша Самарџић    | Војислав   |
| Мија Алексић       | фотограф   |
| Живка Матић        | стрина     |
| Јован Јанићијевић  | Војин друг |
| Зорица Гајдаш      | певачица   |
| Драган Лаковић     | милиционер |
| Петар Лупа         | хармоникаш |
| Предраг Милинковић | виолиниста |
| Љубомир Ћипранић   | трубач     |
| Бранко Цвејић      | музичар    |
| Милан Јелић        | свештеник  |
| Божидар Пајкић     |            |
| Миодраг Андрић     |            |
| Капиталина Ерић    |            |